# Ceratophallus subtilis
Ceratophallus subtilis е вид охлюв от семейство Planorbidae.

## Разпространение
Видът е разпространен в Кения и Уганда.